# August Östergren (agronom)
August Östergren, född 27 augusti 1874 i Alunda socken, Uppland, död 3 mars 1935, var en svensk agronom.
Östergren genomgick Ultuna lantbruksinstitut 1895–97, avlade högre mejeriexamen vid Alnarps mejeriinstitut 1898 samt blev filosofie kandidat 1914. Han blev lantbruksinspektor 1898, jordbruks- och mejerikonsulent hos Stockholms läns hushållningssällskap 1905, statskonsulent för det mindre jordbruket 1909 och för egnahemsväsendet 1920 samt lämnade sistnämnda befattning 1926. Han användes i statsuppdrag, särskilt angående anordnande av kreditanstalter för jordbruket, och författade ett stort antal skrifter i jordbruk och ekonomi.